# Nethinius humbloti
Nethinius humbloti là một loài bọ cánh cứng trong họ Cerambycidae.